# Tachyrhynchus yanamii
Tachyrhynchus yanamii is een slakkensoort uit de familie van de Turritellidae. De wetenschappelijke naam van de soort is voor het eerst geldig gepubliceerd in 1926 door Yokoyama.